# Madrid
Madrid este capitala Spaniei. Construit pe ruinele unui fort maur numit Magerit, orașul a devenit capitală în 1561, în timpul domniei lui Filip al II-lea de Habsburg. Ca urmare Madrid a devenit un oraș înfloritor.
Orașul Madrid nu este doar capitala Spaniei, ci și capitala provinciei Madrid și a comunității autonome Madrid.
Puncte importante culturale și turistice includ faimosul Muzeu Prado, Muzeul Thyssen Bornemisza, Centrul de Artă Regina Sofia (unde se află Guernica lui Pablo Picasso), Casón del Buen Retiro, Palatul Regal, Templo de Debod, Monasterio de las Descalzas Reales, Puerta del Sol, Parque de Retiro, și Chueca
Alte orașe învecinate sunt populare pentru călătoriile de o zi din Madrid, incluzând Toledo, Segovia, Ávila, Aranjuez, Alcalá de Henares, mănăstirea și complexul de palate de la El Escorial, și Santa Cruz del Valle de los Caídos.
Madrid este cunoscut și pentru viața sa de noapte și discotecile sale; pentru madrileni nu este ieșit din comun să danseze toată noaptea, iar apoi dimineața să meargă la muncă. Această viață de noapte numită la movida, a înflorit după moartea lui Franco.
Madrid este servit de Aeroportul Internațional Barajas. Transportul populației de circa patru milioane de locuitori este facilitat de metroul din Madrid, care dispune de una din cele mai extinse rețele de metrou din lume.
Mănăstirea și Escorialul din Madrid au fost înscrise în anul 1984 pe lista patrimoniului cultural mondial UNESCO.
În centrul Madridului, în Plaza de Castilla, se află patru zgârie-nori cu înălțimi cuprinse între 236 și 250 metri.
Real Madrid și Atlético Madrid sunt echipele de fotbal ale acestui oraș.

## Istorie
Cu toate că nu s-au găsit încă resturi fosile umane, s-au descoperit mai multe ustensile, în special în jurul Arganda del Rey și Manzanares, care dovedesc existența unor comunități umane în terasele râului, în locația actuală a orașului.

### Epoca romană și epoca vizigotă
Cucerirea, colonizarea și pacificarea peninsulei Iberice, realizate de Imperiul Roman, au durat aproape 200 de ani, de la al doilea război punic până în 27 î.Hr., când a avut loc pacificarea nordului peninsulei, și organizarea lui în trei provincii. Regiunea din care face parte Madridul de astăzi corespunde cu Tarraconensis.
Deși este posibil că, pe timpul stăpânirii romane, teritoriul Madridului nu era ocupat decât de așezări rurale, profitând de situația sa ca nod de comunicație și de bogăția resurselor, există totuși dovezi care sugerează existența unei așezări orășenești, în jurul drumului Segoviei și țărmului râului Manzanares. De curând s-a descoperit o bazilică din era vizigotă, în preajma bisericii Santa Maria de la Almudena. Ideea existenței unei populații sedentare în Madrid este sprijinită de cele două necropole vizigote din vechea colonie a Contelui de Vallellano. În cadrul vechiului centru medieval al orașului s-a descoperit o piatră inscripționată cu legenda «MIN.N. BOKATUS. INDIGNVS. PRS. IMO / ET TERTIO. REGNO. DOMNO. RVD. / MI. REGVM. ERA DCCXXXV», a cărei semnificații nu este clară, dar sugerează existența unei populații stabile încă din secolul al VII-lea.

### Epoca musulmană
Primele documente istorice privind existența unei așezări permanente datează din epoca musulmană. În a doua jumătate a secolului al IX-lea Mohamed I (852-886), emirul de Cordoba, construiește o fortăreață pe un promontoriu de lângă râu (în locul ocupat astăzi de Palatul Regal), cu scopul de a vigila pasurile muntelui Guadarrama, și de a fi locul de unde să pornească razii împotriva regatelor creștine din nord. Alături de fortăreață, mai la sud, se dezvoltă și o așezare umană. Această așezare primește numele de Mayrīt, al cărui înțeles nu este clar, dar pare a fi un hibrid între două toponime foarte asemănătoare: unul mozarab, matrice (fântână), și celălalt arab, majra, care înseamnă albia unui râu. Amândouă par să facă referire la abundența izvoarelor și apelor subterane din acel loc. Din această perioadă se păstrează unele ruine, cunoscute mulțumită muncii arheologilor de după 1975 : zidul arab de la Cuesta de la Vega, turnul de la Plaza del Oriente și vestigiile unui apeduct de la Plaza de los Carros. În secolul al X-lea, s-a născut Maslama al-Mayriti în Madrid, supranumit Euclide din Andaluzia, un astronom important și fondatorul unei școli de matematică în Cordoba.

### Cucerirea creștină
După regatul musulman de la Toledo a fost cucerit de Alfonso al VI-lea de Leon și Castilia, orașul Madrid a intrat sub controlul forțelor creștine în 1085 fără ca acestea să întâmpine rezistență. Orașul și împrejurimile sale au fost încorporate de regatul Castiliei. Creștinii i-au înlocuit pe musulmani în centrul orașului, arabii ajungând să trăiască în cartiere periferice. A existat și un cartier de evrei în zona care avea să ajungă cartierul Lavapies. În secolul următor, Madrid a continuat să fie atacat de puterile musulmane din peninsulă, almoravizii dând foc la oraș în 1109, iar almohazii asediindu-l în 1197. Victoria creștinilor în Las Navas de Tolosa a însemnat sfârșitul influenței musulmane în centrul peninsulei Iberice.
Din această perioadă provin două evenimente religioase care au marcat dezvoltarea creștinismului în rândul populației din Madrid: descoperirea imaginii Fecioarei de la Almudena, și a vieții sfântului Isidor Plugarul (Isidro Labrador), care avea să fie canonizat. Orașul a început să prospere, și a primit titlul de villa în 1123. Urmând aceleiași politici de repopulare din toată Castilia, Madrid a devenit liderul unei comunități de villa y tierras (municipiu și teritorii). Guvernarea orașului era responsabilitatea madrilenilor cu rang de vecinos, reunindu-se într-un consiliu deschis până în 1346, când regele Alfonso al XI-lea a implantat regimentul (regimiento), prin care doar oligarhii locali puteau guverna orașul. În 1152 regele Alfonso al VII-lea stabilise granițele comunității de villa y tierras, între râurile Guadarrama și Jarama. În 1188 o delegație reprezentând Madridul participă pentru prima dată la Adunarea Generală a Castiliei (Cortes de Castilla). În 1202, Alfonso al VIII-lea i-a conferit primul for municipal, care reglementa activitatea consiliului, și a cărui competențe au fost amplificate în 1222, de către Ferdinand al III-lea cel Sfânt al Castiliei.

### Reședințele regale
În anul 1508, cu întârziere de aproape 300 de ani față de alte orașe spaniole (Valladolid, Salamanca, Valencia), la Madrid se înființează prima universitate  Următoarea etapă importantă în evoluția Madridului a avut loc în timp ce Spania era sub domnia Bourbonilor francezi. În timpul domniei lui Carol III (1759-1788) au fost construite câteva dintre cele mai remarcabile clădiri ale Madridului. Tot în această perioadă orașul a început să capete aspectul său modern actual cu bulevarde largi ce radiază dintr-un centru, acum, destul de înghesuit. Carol III a comandat noile proiecte ale orașului la trei arhitecți neoclasici ai timpului: Francisco Sabatini, Ventura Rodriguez și Juan de Villanueva.
Arcurile monumentale din Plata de la Independencia și Puerta de Alcalá au fost construite în 1778. Puerta del Sol, o altă emblemă a Madridului, datează tot din această perioadă. Toate distanțele din Spania au ca punct de referință o piatră care este situată în Puerta del Sol. În 1808, în timpul războiului peninsular, francezii au ocupat Madridul și împăratul Napoleon Bonaparte l-a instalat pe tron pe fratele său, Joseph. Francezii au fost obligați să se retragă, ca urmare a unei revolte populare, numită de spanioli Guerra de la Indepencia, dar influența culturii bourbone era deja prezentă și poate fi observată chiar și astăzi în multe părți ale orașului.
În 1819 a fost terminată construcția unei clădiri pe care Carol III o desemnase muzeu de istorie naturală și științe. Însă noul rege, Ferdinand VII, a hotărât ca aceasta să primească o altă menire și a completat-o cu lucrările de artă ale colecției regale, care fuseseră răspândite în mai multe palate spaniole. Acesta a fost începutul uneia dintre cele mai mari galerii de artă din lume, Muzeul Prado, care adăpostește astăzi una dintre cele mai remarcabile colecții de picturi ale vechilor maeștri spanioli, famanzi si italieni.

### Expansiunea rapidă
În anii 1830 orașul a fost modernizat și extins: s-a introdus iluminatul străzilor și au fost înălțate noi clădiri. Orașul s-a extins în continuare spre nord sub protecția marchizului de Salamanca, care în 1872 a construit 28 de străzi sub forma unei rețele, cu începere din Calle de Alcalá. Astăzi, această zonă păstrează numele lui Salamanca și este unul dintre cele mai elegante barrios (cartiere) ale Madridului.
Orașul a continuat să se extindă și la începutul secolului XX. În 1910, orașul a inaugurat un nou bulevard principal. Cunoscut sub numele de Gran Vía, acesta străbate barrio de San Bernardo, de la Calle de Alcalá și coboară până la Plaza de España.
Madridul a suferit distrugeri în perioada războiului civil spaniol (1936-1939), când era principala fortăreață republicană. Orașul a fost asediat vreme de doi ani și jumătate de forțele naționaliste ale generalului Franco, și, când Madridul a capitulat, războiul s-a sfârșit. Din perioada fascistă, de la sfârșitul războiului și până în 1975, la moartea lui Franco, Gran Vía a fost redenumită Avenida Jose Antonio de Primo de Rivera, după numele fondatorului Partidului Fascist Spaniol. După reinstaurarea democrației și a monarhiei sub regele Juan Carlos, aceasta și multe alte străzi din Madrid au revenit la vechile denumiri, dinaintea perioadei Franco. Sfârșitul războiului civil a adus Madridului o perioada de prosperitate. Dezvoltarea orașului a fost înlesnită și de faptul că Spania nu a avut rol activ în cel de-al doilea război mondial și orașul s-a extins spectaculos între 1948 și 1951 (Revista Arborele Lumii-capitolul Planeta Pământ; Subcapitolul Madrid).
Ca poziție în ierarhia urbană din Spania, după regula rang-talie, orașul are rangul 1.
Madridul nu este doar capitala țării, ci și capitala provinciei și a comunității autonome Madrid.

### Aspectul orașului în prezent
Capitala spaniolă, excluzând suburbiile moderne, are aproximativ forma unui patrulater alungit pe direcția nord-sud. Dezvoltarea modernă a orașului începe în secolul al XVIII-lea, sub Bourboni, care au întreprins amenajarea capitalei și construcția Palatului Regal.
Astăzi, orașul se întinde spre vest, dincolo de râul Manzanares (traversat de 11 poduri, dintre care principale sunt Puente de Toledo și Puente de Segovia), de-a lungul drumurilor Paseo de Extremadura și Calle de Toledo, iar spre nord se dezvoltă noile cartiere Ciudad Lineal, formate mai ales din vile și cu numeroase spații verzi. Metropola spaniolă se remarcă printr-un mare număr de parcuri, largi bulevarde, monumente și fântâni. Cel mai mare parc al capitalei, situat pe malul drept al râului Manzanares, este Casa de Campo, de fapt o padure-parc, care acoperă aproape 1750 ha, în cuprinsul căruia sunt amenajate trei lacuri. Alte parcuri: Retiro, Campo del Moro și Parc del Oeste (V. Cucu, 1971).
Templul extraordinar de la Debod este un edificiu egiptean antic achiziționat de Spania în perioada construcției marelui baraj de la Assuan. Acesta a fost reclădit lângă Rosales, oferind o panoramă a orașului.
Las Ventas, arena pentru lupte cu taurii cu 23000 de locuri, este cea mai mare arenă de acest gen din Spania, unde toreadorii începători își etalează talentul, în cadrul unei ceremonii de inițiere în care matadorii se luptă cu primul lor taur. Madridul este cel mai important centru universitar și cuprinde câteva dintre principalele universități ale țării: Universidad Nacional de Educacion a Distancia (Universitatea prin Corespondență), Universitatea Complutense și Universitatea Politehnică. Acestea, împreună cu Universitatea Madrid (întemeiată în 1836), sunt amplasate în Ciudad Universitaria, un complex amplu ce a fost inaugurat în 1920. La nord de oraș se află Universitatea Autonomă a Madridului. Orașul este deservit de Aeroportul Internațional Barajas, care este situat cam la 13 km la est de oraș În ciuda populației orașului în jur de patru milioane (madrileni sau madrileños), metroul madrilen este una dintre cele mai extinse și mai rapid dezvoltate rețele de metrou din lume. Un sistem de transport cu autobuzul înconjoară practic Madridul. Sistemele de șosele construite în anii 1960 sunt acum refăcute deoarece poluarea cauzată de autovehicule (mai ales în timpul verii) a devenit o problemă serioasă. Multe treceri construite în acea perioadă au fost deja dezafectate.

### Puncte importante culturale și turistice

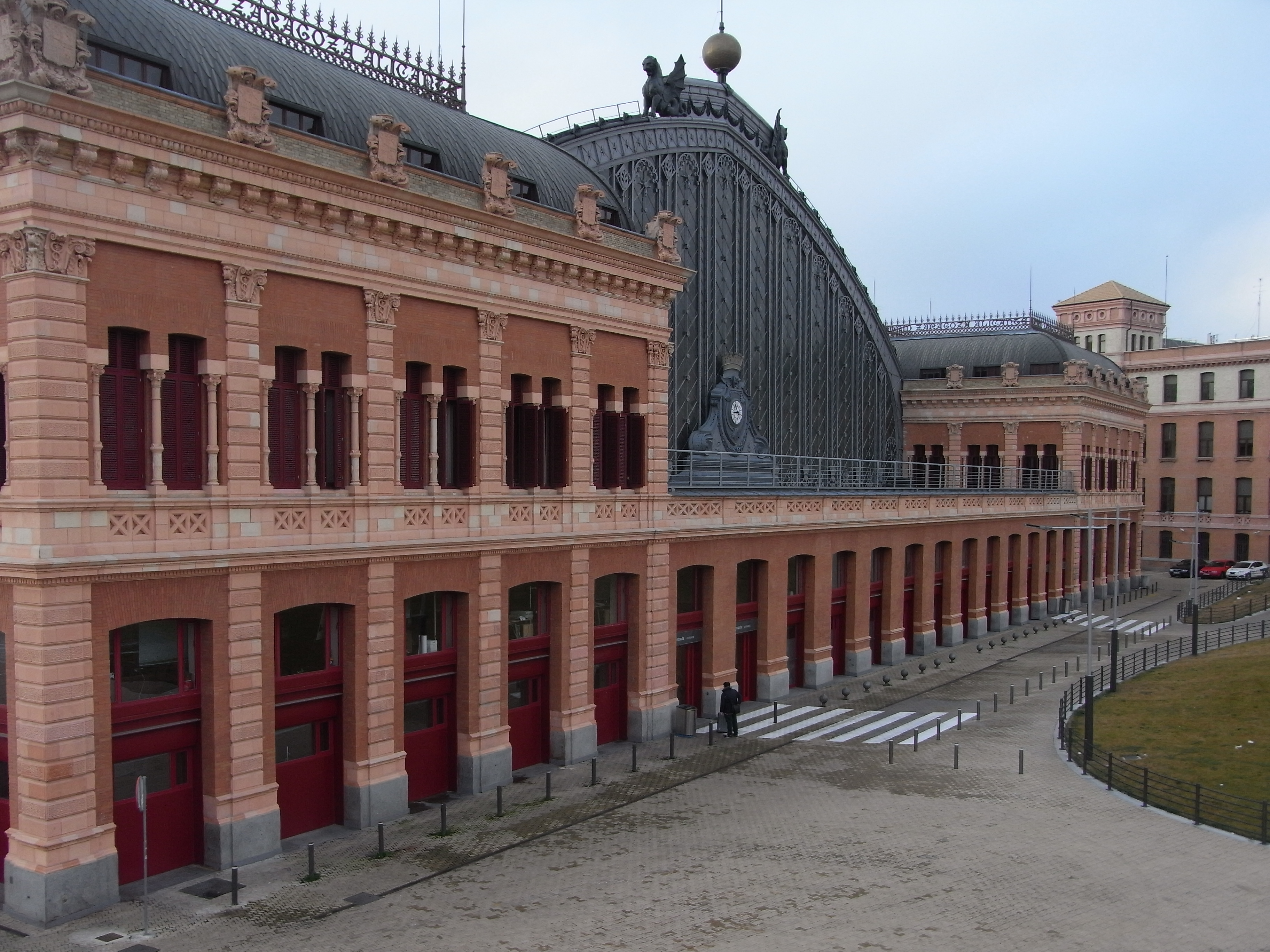
Gara Atocha

Madridul modern este centru cultural și de transporturi pentru întreaga Spanie, și capitala provinciei Madrid. Astăzi Madridul este principalul centru industrial, aici realizându-se produse textile, produse alimentare și din cauciuc. Sunt importante și tipografiile, editurile și industria cinematografică, dar Madridul este și centrul bancar și financiar al Spaniei. Madridul are o moștenire artistică bogată. Colecția de picturi a Muzeului Prado oglindește istoria alianțelor străine: Carol V și Filip II erau patronii artei venețiene; urcarea pe tron a Bourbonilor a dus la influxul lucrărilor franceze; în perioada când Spania controla provinciile olandeze s-au achiziționat lucrări flamande. Lânga Prado este El Caso del Buen Retiro: galeria adăpostește arta secolelor XIX și XX, printre care Guernica lui Pablo Picasso. Centro de Arte Reina Sofía (Centrul de Arte Regina Sofia), inaugurat în 1986, este dedicat artei contemporane. Alte capodopere sunt tapiseriile de la Casa de Ciznero (reședința primarului) și de la Palacio Real (Palatul Regal).    
Madrid oferă nenumărate locuri de vizitat și locuri prin care să te pierzi. Locurile ce trebuie esențial vizitate dacă te afli în Madrid sunt următoarele:
1. - Puerta de Sol;
2. - Plaza Mayor;
3. - Gran Vía;
4. - El Retiro;
5. - Puerta de Alcalá.

## Transporturi
Gara Atocha din Madrid este legată prin Alta Velocidad Española, rețeaua de trenuri de mare viteză din Spania, de șase destinații. Prima cale ferată de mare viteză a fost dată în folosință în anul 1992, cu destinația Sevilia.

## Unități administrative

### Districte

Districtele Madridului

Madrid este împărțit administrativ în 21 de districte, care la rândul lor în diferite cartiere:
1. Centro: Palacio, Embajadores, Cortes, Justicia, Universidad, Sol.
2. Arganzuela: Paseo Imperial, Acacias, Chopera, Legazpi, Delicias, Palos de Moguer, Atocha.
3. Retiro: Pacífico, Adelfas, Estrella, Ibiza, Jerónimos, Niño Jesús.
4. Cartierul Salamanca: Recoletos, Goya, Fuente del Berro, Guindalera, Lista, Castellana.
5. Chamartín: El Viso, Prosperidad, Ciudad Jardín, Hispanoamérica, Nueva España, Pza. Castilla.
6. Tetuán: Bellas Vistas, Cuatro Caminos, Castillejos, Almenara, Valdeacederas, Berruguete.
7. Chamberí: Gaztambide, Arapiles, Trafalgar, Almagro, Vallehermoso, Ríos Rosas.
8. Fuencarral-El Pardo: El Pardo, Fuentelarreina, Peñagrande, Barrio del Pilar, La Paz, Valverde, Mirasierra, El Goloso.
9. Moncloa-Aravaca: Casa de Campo, Argüelles, Ciudad Universitaria, Valdezarza, Valdemarín, El Plantío, Aravaca.
10. Latina (Madrid): Los Cármenes, Puerta del Ángel, Lucero, Aluche, Las Águilas, Campamento, Cuatro Vientos.
11. Carabanchel: Comillas, Opañel, San Isidro, Vista Alegre, Puerta Bonita, Buenavista, Abrantes.
12. Usera: Orcasitas, Orcasur, San Fermín, Almendrales, Moscardó, Zofio, Pradolongo.
13. Puente de Vallecas: Entrevías, San Diego, Palomeras Bajas, Palomeras Sureste, Portazgo, Numancia.
14. Moratalaz: Pavones, Horcajo, Marroquina, Media Legua, Fontarrón, Vinateros.
15. Ciudad Lineal: Ventas, Pueblo Nuevo, Quintana, La Concepción, San Pascual, San Juan Bautista, Colina, Atalaya, Costillares.
16. Hortaleza: Palomas, Valdefuentes, Canillejas, Pinar del Rey, Apóstol Santiago, La Piovera.
17. Villaverde: San Andrés, San Cristóbal, Butarque, Los Rosales, Los Ángeles (Villaverde).
18. Villa de Vallecas: Casco Histórico de Vallecas, Santa Eugenia.
19. Vicálvaro: Casco Histórico de Vicálvaro, Ambroz.
20. San Blas: Simancas, Hellín, Amposta, Arcos, Rosas, Rejas, Canillejas, Salvador.
21. Barajas: Alameda de Osuna, Aeropuerto, Casco Histórico de Barajas, Timón, Corralejos.

## Stemă

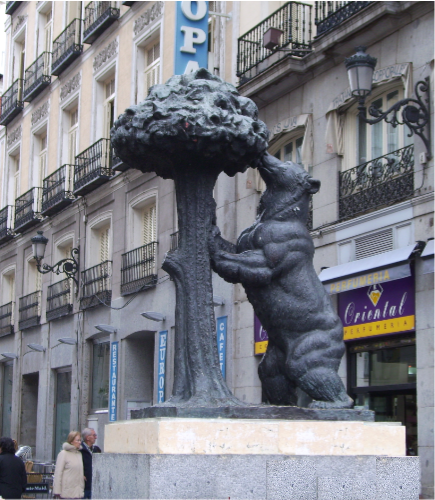
Stema orașului Madrid ca monument în Plaza de la Puerta del Sol

Stema orașului Madrid reprezintă un urs brun (Oso Pardo) care se întinde spre un arbust de arbutus unedo.